# سامسونج جالكسي ايه 16
سامسونج جالكسي إيه 16 وسامسونج جالكسي إيه 16 5G هو هواتف ذكي صنعهم في سامسونج. تم إطلاق عنهم في 24 أكتوبر 2024.

## برنامج
يشغل هاتفا سامسونج جالكسي إيه 16 وسامسونج جالكسي إيه 16 5G بواجهة ون يو آي 6.1 المبنية على نظام أندرويد 14. ويمكنهما الترقية إلى إصدارات أخرى مثل ون يو آي 7 المبنية على نظام أندرويد 15 عند إصدارهما. كما يمكنهما الترقية إلى ستة تحديثات رئيسية لنظام أندرويد.